# FK Slovan Pardubice
FK Slovan Pardubice byl český fotbalový klub z Pardubic, z jejich městské části Slovany. Nejúspěšnější éra klubu byla v letech 2000 – 2006, kdy klub působil ve 2. lize. V roce 2006 však prodal licenci do Sokolova a od té doby působil pouze na úrovni krajského přeboru. Finanční potíže ale dále přetrvávaly, v roce 2009 byla z klubu převedena veškerá mládež pod hlavičku FK Pardubice a rok později se klub vrátil k tradičnímu jménu Slovan Pardubice a dokázal i vyhrát krajský přebor a postoupit zpět do divize. V sezóně 2010/11 nastoupil do Divize C, tu však z přetrvávajících finančních problémů nedohrál, po podzimní části se ze soutěže odhlásil a následně tak zanikl.

## Historické názvy
Zdroj: 
- 1919 – SK Slovan Pardubice (Sportovní klub Slovan Pardubice)
- 1953 – DSO Slovan Pardubice (Dobrovolná sportovní organizace Slovan Pardubice)
- 1959 – TJ Slovan Pardubice (Tělovýchovná jednota Slovan Pardubice)
- 1969 – TJ Slovan Průmstav Pardubice (Tělovýchovná jednota Slovan Průmstav Pardubice)
- 1980 – TJ Slovan TMS Pardubice (Tělovýchovná jednota Slovan Továrny mlýnských strojů Pardubice)
- 1992 – FC Slovan Pardubice (Football Club Slovan Pardubice)
- 2000 – fúze s AFK Atlantic Lázně Bohdaneč ⇒ FK AS Pardubice, a.s. (Fotbalový klub Atlantik Slovan Pardubice, a.s.)
- 2010 – FK Slovan Pardubice, a.s. (Fotbalový klub Slovan Pardubice, a.s.)
- 2011 – zánik
- 2023 - FK Slovany Pardubice - vznik klub - soutěž TROFEJE.CZ IV. třída - Holicko - muži

## Umístění v jednotlivých sezonách
Zdroj: 
Legenda: Z - zápasy, V - výhry, R - remízy, P - porážky, VG - vstřelené góly, OG - obdržené góly, +/- - rozdíl skóre, B - body, červené podbarvení - sestup, zelené podbarvení - postup, fialové podbarvení - reorganizace, změna skupiny či soutěže
| Česko (1993 – 2011) |                           |        |                                                             |                                                             |                                                             |                                                             |                                                             |                                                             |                                                             |                                                             |        |
| Sezóny              | Liga                      | Úroveň | Z                                                           | V                                                           | R                                                           | P                                                           | VG                                                          | OG                                                          | +/-                                                         | B                                                           | Pozice |
| 1993/94             | Východočeský župní přebor | 5      | 26                                                          | 13                                                          | 6                                                           | 7                                                           | 34                                                          | 27                                                          | +7                                                          | 32                                                          | 3.     |
| 1994/95             | Východočeský župní přebor | 5      | 26                                                          | 13                                                          | 3                                                           | 10                                                          | 45                                                          | 35                                                          | +10                                                         | 42                                                          | 5.     |
| 1995/96             | Východočeský župní přebor | 5      | 30                                                          | 24                                                          | 6                                                           | 0                                                           | 82                                                          | 17                                                          | +65                                                         | 78                                                          | 1.     |
| 1996/97             | Divize C                  | 4      | 30                                                          | 11                                                          | 4                                                           | 15                                                          | 32                                                          | 36                                                          | -4                                                          | 37                                                          | 10.    |
| 1997/98             | Divize C                  | 4      | 30                                                          | 12                                                          | 6                                                           | 12                                                          | 42                                                          | 53                                                          | -11                                                         | 42                                                          | 11.    |
| 1998/99             | Divize C                  | 4      | 30                                                          | 11                                                          | 7                                                           | 12                                                          | 41                                                          | 49                                                          | -8                                                          | 40                                                          | 9.     |
| 1999/00             | Divize C                  | 4      | 30                                                          | 10                                                          | 10                                                          | 10                                                          | 37                                                          | 35                                                          | +2                                                          | 40                                                          | 10.    |
| 2000/01             | 2. liga                   | 2      | 30                                                          | 11                                                          | 11                                                          | 8                                                           | 39                                                          | 38                                                          | +1                                                          | 44                                                          | 7.     |
| 2001/02             | 2. liga                   | 2      | 30                                                          | 12                                                          | 10                                                          | 8                                                           | 39                                                          | 30                                                          | +9                                                          | 46                                                          | 5.     |
| 2002/03             | 2. liga                   | 2      | 30                                                          | 9                                                           | 9                                                           | 12                                                          | 39                                                          | 46                                                          | -7                                                          | 36                                                          | 12.    |
| 2003/04             | 2. liga                   | 2      | 30                                                          | 14                                                          | 4                                                           | 12                                                          | 40                                                          | 35                                                          | +5                                                          | 46                                                          | 5.     |
| 2004/05             | 2. liga                   | 2      | 29                                                          | 6                                                           | 10                                                          | 13                                                          | 23                                                          | 37                                                          | -14                                                         | 27                                                          | 14.    |
| 2005/06             | 2. liga                   | 2      | 30                                                          | 9                                                           | 7                                                           | 14                                                          | 35                                                          | 38                                                          | -3                                                          | 34                                                          | 12.    |
| 2006/07             | Přebor Pardubického kraje | 5      | 30                                                          | 18                                                          | 6                                                           | 6                                                           | 55                                                          | 27                                                          | +28                                                         | 60                                                          | 3.     |
| 2007/08             | Přebor Pardubického kraje | 5      | 30                                                          | 12                                                          | 10                                                          | 8                                                           | 53                                                          | 42                                                          | +11                                                         | 46                                                          | 7.     |
| 2008/09             | Přebor Pardubického kraje | 5      | 30                                                          | 12                                                          | 9                                                           | 9                                                           | 45                                                          | 37                                                          | +8                                                          | 45                                                          | 6.     |
| 2009/10             | Přebor Pardubického kraje | 5      | 30                                                          | 24                                                          | 2                                                           | 4                                                           | 96                                                          | 29                                                          | +67                                                         | 74                                                          | 1.     |
| 2010/11             | Divize C                  | 4      | Klub se odhlásil v průběhu sezóny, výsledky byly anulovány. | Klub se odhlásil v průběhu sezóny, výsledky byly anulovány. | Klub se odhlásil v průběhu sezóny, výsledky byly anulovány. | Klub se odhlásil v průběhu sezóny, výsledky byly anulovány. | Klub se odhlásil v průběhu sezóny, výsledky byly anulovány. | Klub se odhlásil v průběhu sezóny, výsledky byly anulovány. | Klub se odhlásil v průběhu sezóny, výsledky byly anulovány. | Klub se odhlásil v průběhu sezóny, výsledky byly anulovány. | 16.    |

Poznámky:
- 1999/00: Po fúzi s Atlanticem Lázně Bohdaneč připadla pardubickému Slovanu druholigová licence, volné místo v Divize C připadlo nově vzniklé rezervě.
- 2005/06: Po sezóně byla prodána druholigová licence do Sokolova. Slovan se následně přihlásil pouze do Přeboru Pardubického kraje (5. nejvyšší soutěž).

## FK AS Pardubice „B“
FK AS Pardubice „B“ byl rezervní tým pardubického Slovanu. Založen byl v roce 2000 z původního A-mužstva Slovanu. Rezervní tým zanikl v roce 2006.
Největšího úspěchu dosáhl v sezóně 2000/01, kdy se v Divizi (4. nejvyšší soutěž) umístil na 5. místě.

### Umístění v jednotlivých sezonách
Zdroj: 
Legenda: Z - zápasy, V - výhry, R - remízy, P - porážky, VG - vstřelené góly, OG - obdržené góly, +/- - rozdíl skóre, B - body, červené podbarvení - sestup, zelené podbarvení - postup, světle fialové podbarvení - přesun do jiné soutěže
| Česko (2000 – 2006) |          |        |    |    |   |    |    |    |     |    |        |
| Sezóny              | Liga     | Úroveň | Z  | V  | R | P  | VG | OG | +/- | B  | Pozice |
| 2000/01             | Divize C | 4      | 30 | 15 | 3 | 12 | 57 | 54 | +3  | 48 | 5.     |
| 2001/02             | Divize C | 4      | 30 | 12 | 8 | 10 | 57 | 40 | +17 | 44 | 7.     |
| 2002/03             | Divize C | 4      | 30 | 10 | 6 | 14 | 45 | 47 | -2  | 36 | 13.    |
| 2003/04             | Divize C | 4      | 30 | 10 | 5 | 15 | 52 | 51 | +1  | 35 | 12.    |
| 2004/05             | Divize C | 4      | 30 | 11 | 6 | 13 | 42 | 41 | +1  | 39 | 12.    |
| 2005/06             | Divize C | 4      | 30 | 8  | 9 | 13 | 36 | 54 | -18 | 33 | 15.    |